# غمار بوسفلدي
غمار بوسفلدي (الاسم العلمي: Gammarus bousfieldi) هو نوع من المفصليات يتبع جنس الغمار من الفصيلة الغمارية.